# Zonisamidă
Zonisamida este un medicament derivat de benzizoxazol, fiind utilizat ca agent antiepileptic, în tratamentul unor tipuri de epilepsie. Calea de administrare disponibilă este cea orală.

## Utilizări medicale
Zonisamida este utilizată ca:
- monoterapie, pentru tratamentul crizelor parțiale, cu sau fără generalizare secundară, la adulți
- medicație adjuvantă în tratamentul crizelor parțiale, cu sau fără generalizare secundară, la adulți, adolescenți și copii, cu vârsta de peste 6 ani.